# Audrys Juozas Bačkis
Audrys Juozas Bačkis (Kaunas, 1 februari 1937) is een Litouws geestelijke en een kardinaal van de Rooms-Katholieke Kerk.
Audrys Juozas Bačkis is de zoon van een Litouws diplomaat. In 1938 vertrok hij met zijn ouders naar Parijs, waar zijn vader een diplomatieke post ging bekleden. Nadat Litouwen door de Sovjet-Unie was bezet, bleef het gezin in Frankrijk wonen. Bačkis bezocht het seminarie Saint Sulpice in Issy-les-Moulineaux. Hij vertrok daarna naar Rome, waar hij studeerde aan het Gregorianum. Na afronding daarvan volgde hij een diplomatenopleiding aan de Pauselijke Ecclesiastische Academie en promoveerde hij aan de Pauselijke Lateraanse Universiteit in het canoniek recht. Op 18 maart 1961 werd hij door Luigi kardinaal Traglia priester gewijd.
In 1964 begon Bačkis zijn diplomatieke loopbaan in dienst van de Heilige Stoel. Hij was eerst secretaris van de apostolische nuntiatuur in de Filipijnen. Hierna bekleedde hij soortgelijke functies in Costa Rica, Turkije en Nigeria. In 1973 keerde hij terug naar Rome. Hij werd aangesteld bij de Raad voor de Publieke Aangelegenheden van de Kerk, waarvan hij uiteindelijk ondersecretaris werd. Op 5 augustus 1988 benoemde paus Johannes Paulus II hem tot pro-nuntius in Nederland en tot titulair aartsbisschop van Meta. Hij werd op 4 oktober 1988 door Johannes Paulus zelf gewijd. Tijdens de wijding sprak Johannes Paulus de volgende woorden:
U gaat naar Nederland als vertegenwoordiger van de paus om hem alzo in concreto de 'diaconie' van de liefde te laten te vervullen, die Christus aan Petrus en aan zijn opvolgers heeft toevertrouwd. Het zal daarom uw taak zijn te werken aan het meer intens maken van de communio (= gemeenschap), dat wil zeggen de banden van eenheid, van liefde en van vrede tussen de bisschoppen van de Kerk, in Nederland én de bisschop van de Kerk in Rome. (...) Nu zend ik u als mijn vertegenwoordiger naar Nederland, een land met rijke burgerlijke en godsdienstige tradities. In de recente periode heeft de Kerk er smartelijke spanningen ondergaan. Ik verlang dat u aan de gelovigen van deze regio mijn oprechte gevoelens overbrengt. Verzeker hen van mijn vertrouwen in hun capaciteit om in het erfgoed van het geloof nieuwe bronnen te vinden om aan de toekomst te kunnen bouwen. Het zal bovendien uw taak zijn de goede betrekkingen met de burgerlijke autoriteiten te blijven onderhouden en een rechtvaardige en constructieve samenwerking te bevorderen, die ten voordele is aan de burgers. Ga dus, beminde broeder, naar het nieuwe werkveld dat u vandaag wordt toevertrouwd. U gaat als bisschop, dat wil zeggen als persoon waarop Christus rekent om zijn werk van redding in de wereld te kunnen voortzetten.
Bačkis zou slechts drie jaar in Nederland blijven. De nieuwe situatie in Oost-Europa, maakte het mogelijk om weer een aartsbisschop van Vilnius te benoemen; de benoeming vond plaats op 24 december 1991.
Bačkis werd tijdens het consistorie van 21 februari 2001 kardinaal gecreëerd. Hij kreeg de rang van kardinaal-priester. Zijn titelkerk werd de Natività di Nostro Signore Gesù Cristo a Via Gallia. Hij nam deel aan de conclaven van 2005 en 2013.
Bačkis ging op 5 april 2013 met emeritaat.
Op 1 februari 2017 verloor Bačkis - in verband met het bereiken van de 80-jarige leeftijd - het recht om deel te nemen aan een toekomstig conclaaf.
- Bibliothèque nationale de France: cb16027458h (data)
- Gemeinsame Normdatei: 1147188890
- International Standard Name Identifier: 0000 0000 6000 6085
- Library of Congress Control Number: n2013037212
- Virtual International Authority File: 88105973
- WorldCat: E39PBJcrgJXQXtDvWjr3CfpwYP